# Cocherel
 Cocherel  es una población y comuna francesa, en la región de Isla de Francia, departamento de Sena y Marne, en el distrito de Meaux y cantón de Lizy-sur-Ourcq.

## Geografía
Cocherel se encuentra en la meseta más alta de Seine-et-Marne. Su altitud varía desde los 97 metros hasta los 209 metros para el punto más alto, situándose el centro del pueblo a aproximadamente 172 metros sobre el nivel del mar (ayuntamiento).

## Demografía
| 280 | 233 | 209 | 238 | 447 | 484 | 553 | 559 | 587 | 641 | 626 | 622 |
| Para los censos de 1962 a 1999 la población legal corresponde a la población sin duplicidades (Fuente: INSEE [Consultar]) |     |     |     |     |     |     |     |     |     |     |     |